# Siedlung von Drense
Die jungsteinzeitliche Siedlung von Drense (auch neolithische Siedlung Drense 32) der Trichterbecherkultur (TBK) wurde während der Bauarbeiten zur neuen Bundesautobahn 20 bei Drense, einem Ortsteil der Gemeinde Grünow (Amt Gramzow im Landkreis Uckermark) im Nordosten von Brandenburg entdeckt.

## Lage
Die kleine Siedlung der Trichterbecherkultur liegt 1,5 km entfernt im Osten von Drense auf einem etwa 100 m langgestreckten Hügel (Kuppe). Der Hügel ist mit 82,6 m Höhe einer der höchsten Punkte in der nördlichen Uckermark. Anscheinend war diese Lage von den Erbauern absichtlich gewählt worden, da sie nach allen Seiten hin den Blick aufs weite Land gewährte. Aus diesem Grund wurde der Hügel – so vermitteln es die Ausgrabungsergebnisse – während der Bronzezeit wohl erneut besiedelt. Für die Erhaltung der Fundstelle erwies sich die exponierte Lage als ungünstig, viel archäologische Substanz ging durch Erosion verloren.

## Jungsteinzeitliche Siedlung
Die jungsteinzeitlichen Siedlung der Trichterbecherkultur ist anhand der erhaltenen Reste der Siedlungsgruben nachweisbar.  Neben den Siedlungsgruben sind zudem Pfostenlöcher und Abfallgruben dokumentiert. Die Siedlung konnte größtenteils freigelegt und erfasst werden. Mit Sicherheit wurde festgestellt, dass die Siedlung unbefestigt war. Die Anordnung der Pfosten- und Siedlungsgruben ließ zudem darauf schließen, dass sich die Siedlung aus lediglich drei bis vier Gebäudekomplexen ('Höfe') zusammensetzte, die vorwiegend am südlichen Hang der Kuppe erbaut waren. Die Funde aus den Gruben ergaben, dass die Bewohner der kleinen Siedlung Ackerbau betrieben. In neuzeitlicher Terminologie ließe sich die Siedlungsform mit Weiler angeben.

## Kultstätte und Bestattungsplatz
Hervorzuheben ist ein Befund, der zur Trichterbecherkultur bisher unbekannt war. Im oberen Bereich an der Siedlung am Südhang des Hügels wurden Spuren eines Wasserlaufs entdeckt, die ein breites Band aus dunkelgrauem sandigem Sediment aufwiesen. Dieses Band ließ sich, den Südhang hinunter breiter werdend, bis zum Rand des Ausgrabungsbereichs der Siedlung freilegen.

Für den Quellbereich des Wasserlaufs – angezeigt durch eine ovale Form sowie sehr dunkle Bodenverfärbung (Sediment) – sind etliche Steine belegt, die entweder den Wasserlauf regulierten oder der Auskleidung einer vermutlich hölzernen Quelleinfassung zugehörten.

Der südliche Abfluss der Quelle wurde von zwei ovalen, einander gegenüberliegenden Gruben flankiert. In der östlichen Grube fanden sich Reste einer jungsteinzeitlichen Bestattung – ein Nord-Süd-orientierter Hocker mit dem Kopf im Norden. Die beigegebenen Gefäße der Bestattung weisen charakteristisch das trichterförmige Oberteil der Gefäße der Trichterbecherkultur auf. Gefäßscherben ähnlicher Art wurden auch in den Gruben der jungsteinzeitlichen Siedlung entdeckt.

Das jungsteinzeitliche Grab der Trichterbechernordgruppe verweist auf eine kultische Funktion der Quellanlage. Für die Träger der Trichterbecherkulturen galten Quellen augenscheinlich als heilige Orte. Bestattungen an Quellen sollten möglicherweise eine Verbindung mit den Göttern des Wassers oder der Unterwelt herstellen.